# Онгерманельвен
Онгерманельвен (швед. Ångermanälven) — річка в центральній частині Швеції, одна з найдовших у країні. Довжина річки становить 460 км,  площа басейну — 31864 км².   На Онгерманельвен та її притоках зведено каскади ГЕС.    
Річкою до побудови ГЕС здійснювали сплав лісу.    

## Географія
Бере початок у Скандинавських горах на кордоні з Норвегією. Протікає переважно у глибокій, вкритій лісом, долині. У верхній частині течії проходить через кілька озер.  Впадає у Ботнічну затоку Балтійського моря біля міста Гернесанд (Хернесанд). Перед гирлом річка має естуарій, витягнутий приблизно на 20 км. На річці є кілька порогів і водоспадів. Найбільша ліва притока — Воймон, найбільші праві притоки — Ф'єлльшеельвен й  Факсельвен. Живлення снігове й дощове, водопілля у травні – липні. Замерзає на 6 – 7 місяців. Середня витрата води біля гирла становить 490 м³/с. На Онгерманельвен лежать міста Вільхельміна, Оселе, Соллефтео, біля гирла лежить морський порт Гернесанд (Хернесанд).  

## Назва
Назва річки Онгерманельвен має те саме походження, що й назва ландскапу Онгерманланд і пов’язана з довгою затокою (естуарієм) у гирлі річки. Старошведське слово “anger” означає “затока”, “фіорд”  і належить до естуарію. 
Мешканці нижньої частини річки, тобто околиць затоки, називалися ”ångermännen” – “люди затоки”, а їхня земля старошведською називалася ”Angermanna land”,  або пізніше – Ångermanland – Онгерманланд, тобто “край людей, що мешкають навколо затоки”. Частина ”älv" (вимовляється "ельв") зі шведської перекладається як "річка". Відтак, назва річки Онгерманельвен перекладається як “річка онгерманів”, де "онгермани" — катойконім мешканців Онгерманланду.  

## Озера
| № | Назва              | Назва швед- ською | Площа, км² | Висота над рівнем моря, м | Середня глибина, м | Макс. глиби- на, м | Об'єм, км³ |
| - | ------------------ | ----------------- | ---------- | ------------------------- | ------------------ | ------------------ | ---------- |
| 1 | Культшен           | Kultsjön          | 53,4       | 542,4                     | 21,3               | 129,8              | 1,177      |
| 2 | Мальгомай          | Malgomaj          | 103        | 343,9                     | 40,3               | 110,7              | 3,117      |
| 3 | Вольгшен           | Volgsjön          | 21,7       | 334                       | 4,7                | 14,9               | 0,109      |
| 4 | Гелльбюм- агасінет | Hällbymagasinet   | 30,2       | 292                       |                    | 19                 |            |

## ГЕС
На річці Онгерманельвен зведено 15 ГЕС з середнім річним виробництвом близько 5458,1 млн кВт·год, що становить 17 % від виробництва електрики на всіх ГЕС Швеції.  На гідроелектростанціях використовуються турбіни двох типів — радіально-осьові (турбіни Френсіса) і обертово-лопатеві (турбіни Каплана). Робота ГЕС контролюється з центру в місті Соллефтео. 
| №  | Назва        | Назва швед- ською | Роз- ташуван- ня | Рік введен- ня в дію | Встанов- лена потуж- ність, МВт | Середнє річне вироб- ництво, млн кВт·год | Висота падіння, м |
| -- | ------------ | ----------------- | ---------------- | -------------------- | ------------------------------- | ---------------------------------------- | ----------------- |
| 1  | Сталон       | Stalon            | Сталон           | 1961                 | 130,2                           | 548,1                                    | 199               |
| 2  | Мальгомай    | Malgomaj          |                  | 1983                 | 10                              | 40                                       | 9                 |
| 3  | Вольгшефорс  | Volgsjöfors       |                  | 1983                 | 20                              | 80                                       | 8                 |
| 4  | Стенкулафорс | Stenkullafors     |                  | 1983                 | 58                              | 235                                      | 24                |
| 5  | Оселе        | Åsele             | Оселе            | 1981                 | 27                              | 116                                      | 11                |
| 6  | Хельбі       | Hällby            | Хелла            | 1970                 | 84                              | 340                                      | 29                |
| 7  | Гульселе     | Gulsele           | Гульселе         | 1954                 | 66,2                            | 327,99                                   | 29                |
| 8  | Дегерфорсен  | Degerforsen       |                  | 1966                 | 63                              | 295                                      | 24                |
| 9  | Еденфорсен   | Edensforsen       | Юнселе           | 1956                 | 71,35                           | 321,6                                    | 28                |
| 10 | Лонгбьйорн   | Långbjörn         |                  | 1959 – 1960          | 96,9                            | 430,7                                    | 34                |
| 11 | Ласеле       | Lasele            | Бетосен          | 1956 - 1957          | 149,6                           | 1001,81                                  | 54                |
| 12 | Немфорсен    | Nämforsen         | Несокер          | 1946                 | 114,6                           | 604                                      | 22                |
| 13 | Муфорсен     | Moforsen          |                  | 1968                 | 135                             | 641                                      | 28,1              |
| 14 | Форсму       | Forsmo            | Форсму           | 1948                 | 160                             | 730                                      | 34                |
| 15 | Соллефтео    | Sollefteå         | Соллефтео        | 1966                 | 62                              | 295                                      | 9,2               |

## У мистецтві
Онгерманельвен займає помітне місце у творчості шведського художника-пейзажиста   Хельмера Осслунда (1866 – 1938). Кілька років він жив біля річки у містах Соллефтео і  Несокер.    

## Галерея

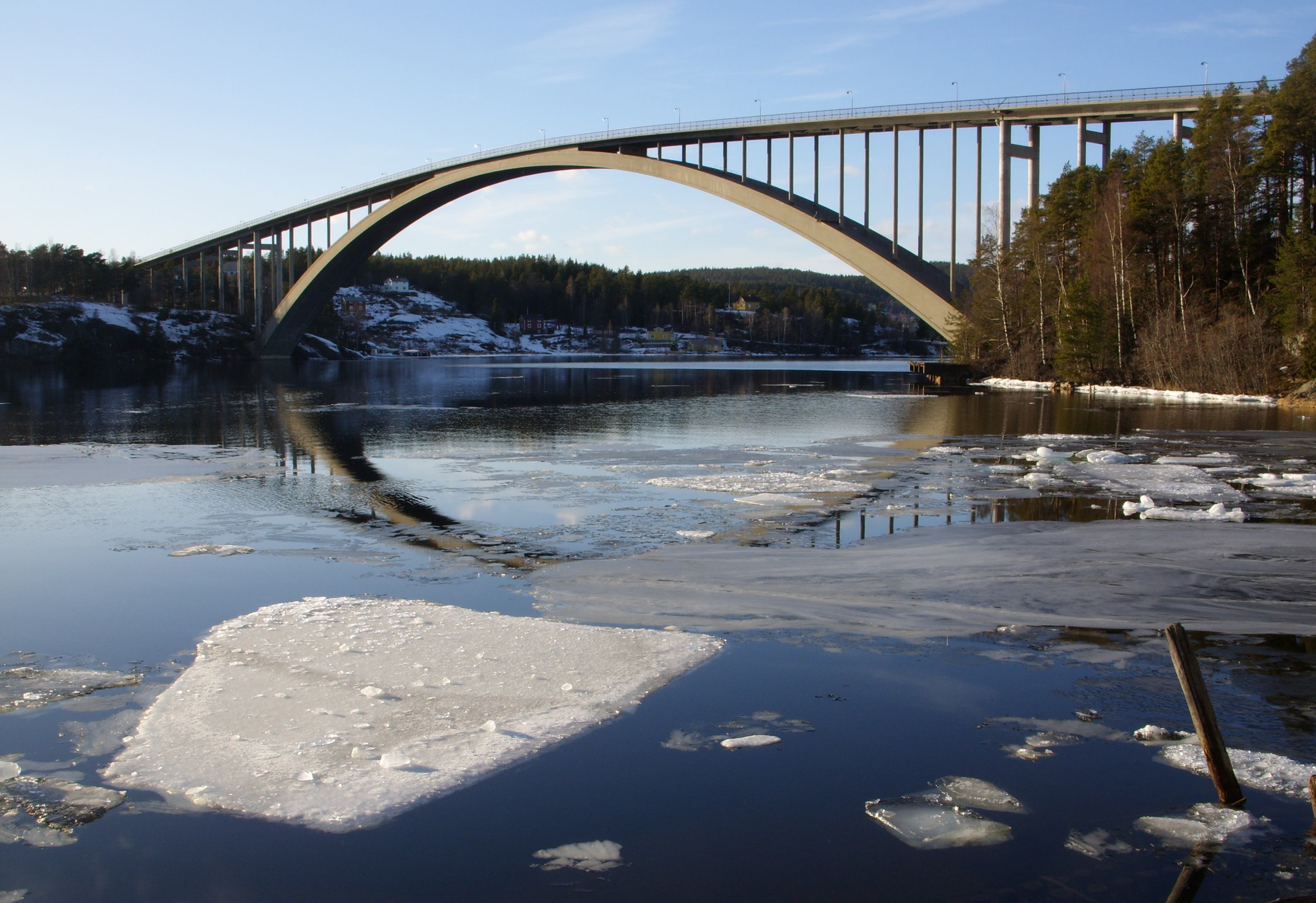
Міст  “Сандебрун”[sv] через Онгерманельвен біля міста Лунде в комуні Крамфорс. Введений в експлуатацію 1943 року. До 1964 року був найдовшим арковим мостом у світі. Довжина найбільшого прогону – 264 м, висота 40 м.
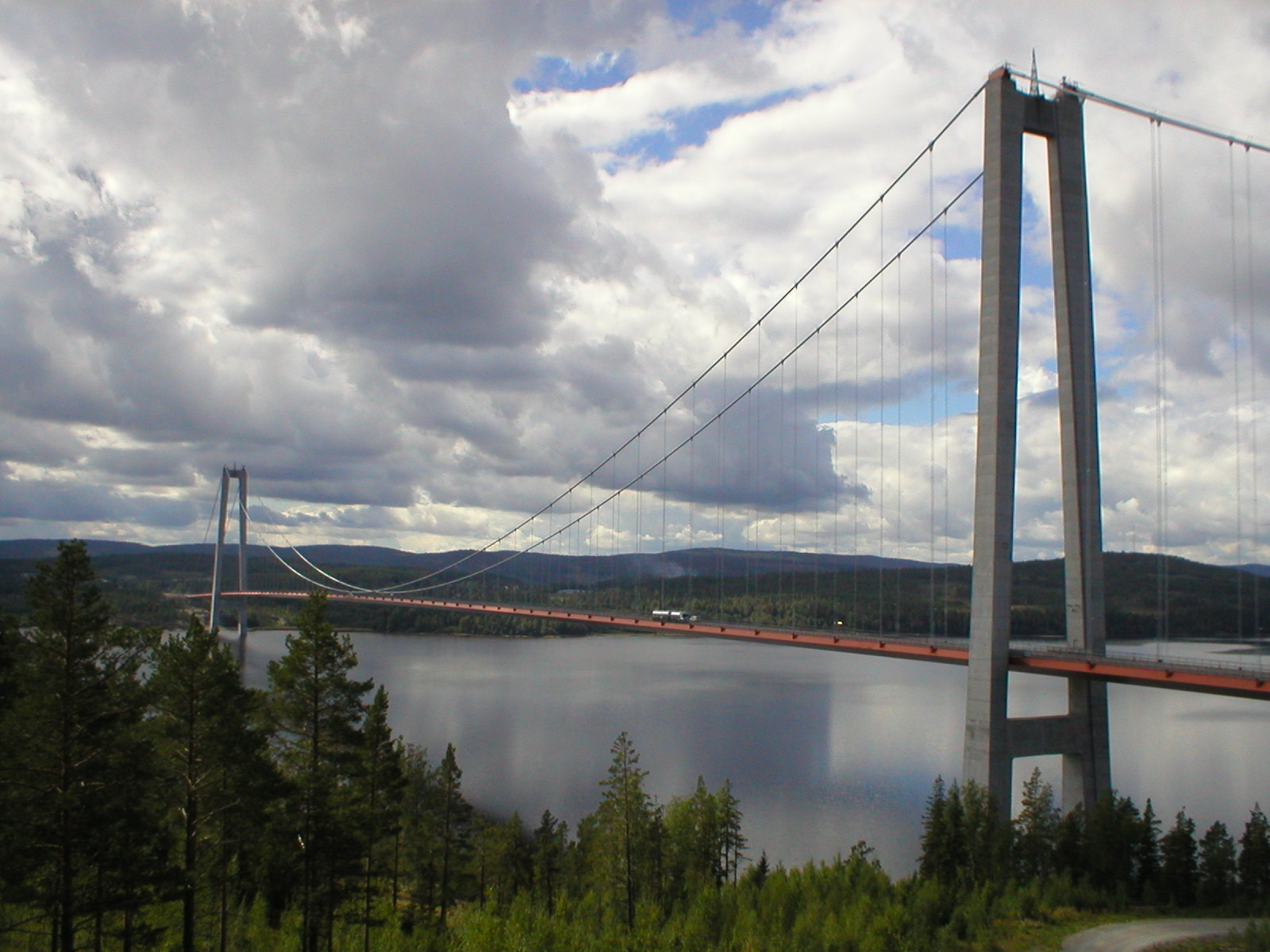
Міст Гегакустенбрун через Онгерманельвен, прокладений у гирлі річки біля селища Утанше комуни Гернесанд. Введений у експлуатацію 1997 року. Довжина моста – 1867 м, довжина прогону – 1210 м, висота – 182 м. Міст розташований на європейському автошляху E4.